# Beniamin (Taušanović)
Beniamin, imię świeckie Vladimir Taušanović (ur. 23 stycznia 1884 w Pirocie, zm. 28 maja 1952 w Belgradzie) – serbski biskup prawosławny.

## Życiorys
Ukończył gimnazjum w Belgradzie oraz seminarium duchowne w Kiszyniowie, a następnie studia teologiczne na Uniwersytecie Ateńskim, gdzie w 1912 obronił doktorat. 11 maja 1913 w monasterze Rakovica złożył wieczyste śluby mnisze na ręce jego przełożonego, archimandryty Rufima, przyjmując imię zakonne Beniamin. 14 maja 1913 biskup niski Dosyteusz wyświęcił go na hierodiakona w soborze św. Michała Archanioła w Belgradzie. Święcenia kapłańskie przyjął 21 maja tego samego roku z rąk metropolity belgradzkiego Dymitra. W 1919 otrzymał godność protosyncellusa (protosyngla), zaś w 1920 – archimandryty. Kolejno był wykładowcą seminarium duchownego w Belgradzie, gimnazjum w Gewgeliji oraz serbskich gimnazjów na Korfu i w Wełesie oraz w Ochrydzie.
6 grudnia 1925 został nominowany na pierwszego ordynariusza nowo utworzonej eparchii bihackiej, zaś chirotonię biskupią przyjął z rąk patriarchy serbskiego Dymitra, metropolity banjaluckiego Bazylego oraz biskupa raszko-prizreńskiego Michała.
W listopadzie 1929 biskup Beniamin został przeniesiony na katedrę zletowsko-strumicką, zaś w 1934 został biskupem braniczewskim.
W kierowanej przez siebie eparchii braniczewskiej wzniósł 19 nowych cerkwi, budował również nowe domy parafialne. Był zwolennikiem świętosawia i aktywnie wspierał działające w jego duchu organizacje. Podczas II wojny światowej utrzymywał 40 serbskich duchownych, którzy uciekli przed okupantem ze swoich parafii, w monasterze Rawanica i monasterze św. Paraskiewy udzielał pomocy pozbawionym opieki dzieciom.
Zmarł 28 maja 1952 w Belgradzie. Został pochowany w soborze w Požarevacu.